# Alpress
Alpress spol. s r. o. je nakladatelství působící v České republice. Vzniklo v roce 1993, sídlí ve Frýdku–Místku v ulici Na Příkopě 3244.

## Produkce
Vydává světovou beletrii v edici Klokan, populárně naučnou literaturu z oborů hobby, esoteriky, zdraví, zdravé výživy a sportu, kuchařky a romány pro ženy, dobrodružné a historické romány, knihy pro děti a mládež a Knihy záhad.
Mezi autory nakladatelství patří např. Clive Cussler, Jackie Collins, Nora Robertsová, Sidney Sheldon, Barbara Wood, Ivana Andrews, Wilbur Smith, Louis L´Amour, Arturo Pérez-Reverte, James Patterson, Catherine Coulter, Bernard Cornwell, Arthur C. Clarke.
Nakladatelství vydává 100–170 titulů ročně, do roku 2019 vydalo přes 2500 titulů.

## Edice
- Klokan
- Klokánek
- Knihy záhad